# Immanuelskirken (Frederiksberg Kommune)
 For alternative betydninger, se Immanuelskirken. (Se også artikler, som begynder med Immanuelskirken)
Immanuelskirken ligger mellem Forhåbningsholms Allé og Svanholmsvej på Frederiksberg.
Kirken tilhører Københavns Valgmenighed, som siden 1980 har præstefællesskab med Vartov Valgmenighed.

## Historie
Kirken er bygget for den første grundtvigske valgmenighed i København, som var en udbrydergruppe fra Vartov menighed. Valgmenigheden holdt først til på en højskole på Chr. Winthers Vej, men fik hurtigt bygget en rigtig kirke, som blev indviet 1893-10-29. Arkitekten var Andreas Clemmensen. I 1905-06 blev det fritstående klokketårn og forsamlingshuset tilføjet. Begge bygninger blev tegnet af Clemmensen og Rasmus Rue.

## Kirkebygningen
Arkitektonisk hører kirken til den historicerende periode. Stilen er italienskinspireret romansk. Som den første kirke i Danmark, er den udsmykket med farvet stiftmosaik over de rundbuede døre. Mosaikkerne og anden udsmykning i kirken er lavet af Niels og Joakim Skovgaard og Niels Larsen Stevns, alle medlemmer af valgmenigheden.
- Set fra Svanholmsvej.
- Indgang.
- Mosaik over indgang.
- Mosaik over sydøstdør.
- Mosaik over sydvestdør.
- Mosaik over nordvestdør.
- Mosaik over nordøstdør.

## Interiør

### Altertavle
Altertavlen er et maleri af Niels Skovgaard, der forestiller Pinsedåben, i en rigt ornamenteret ramme.

### Prædikestol
Tekst mangler, hjælp os med at skrive teksten

### Døbefont
Den romanske døbefont er en gave fra Randlev Kirke. (De danske Kirker omtaler en døbefont fra 1954, som skulle have erstattet den romanske, men den bliver ikke nævnt i den nyere reference.)

### Orgel
Orglet er fra 1896 og bygget af A.H. Busch. Det blev renoveret omkring 1975, og har 14 stemmer.

## Gravminder
Der er ingen kirkegård ved kirken.

### Literatur
- Storbyens virkeliggjorte længsler ved Anne-Mette Gravgaard. Kirkerne i København og på Frederiksberg 1860-1940. Foreningen til Gamle Bygningers Bevaring 2001. ISBN 87-87546-18-3
- De danske Kirker, redigeret af Erik Horskjær. Bind 1, Storkøbenhavn. G.E.C. Gads Forlag, 1969-1971. ISBN 87-12-17550-1